# Privatfernsehen
Privatfernsehen bezeichnet umgangssprachlich Fernsehen, das nicht von öffentlich-rechtlichen oder staatlichen Sendeanstalten, sondern von privatwirtschaftlich organisierten Unternehmen betrieben wird. Es wird, wie der privatrechtliche Rundfunk, von privaten Rundfunksendern produziert und bildet die kommerzielle, zumeist werbe- oder abonnementfinanzierte (Pay-TV) Komponente des dualen Rundfunksystems in Deutschland.
Gegensatz ist der öffentlich-rechtliche Rundfunk, der überwiegend durch Rundfunkgebühren finanziert wird – erhoben in Deutschland vom Beitragsservice, in Österreich vom ORF-Beitrags Service und in der Schweiz von der Serafe AG.

## Allgemeines
Für das Betreiben eines Privatfernsehens ist in Deutschland medienrechtlich eine Zulassung durch die jeweils zuständige Landesanstalt für Medien erforderlich (z. B. § 4 Abs. 1 Landesmediengesetz Nordrhein-Westfalen; LMG NRW), dessen Zulassungsvoraussetzungen in den §§ 5 und 6 dieses Gesetzes geregelt sind. Dabei muss sich der Veranstalter für eine der Programmkategorien, also insbesondere Vollprogramm oder Spartenprogramm, entscheiden (§ 3 Abs. 2 Nr. 2 LMG NRW). Wesentlicher Unterschied zwischen öffentlich-rechtlichem Fernsehen und Privatfernsehen ist formal, dass das jeweilige Landesmediengesetz nicht für den öffentlich-rechtlichen Rundfunk gilt (§ 1 Abs. 3 LMG NRW) und damit nur für das Privatfernsehen geschaffen wurde. Zudem bestehen gravierende wirtschaftliche Unterschiede. Der öffentlich-rechtliche Rundfunk ist überwiegend gebührenfinanziert und muss zeitliche und programmbedingte begrenzte Werbezeiten beachten; dabei gelten – wie bei allen öffentlich-rechtlich organisierten Unternehmen – die Haushaltsgrundsätze insbesondere der Ausgabendeckung durch Einnahmen mit dem Ziel des Haushaltsausgleichs. Da den Privatfernsehveranstaltern kein Anteil an den Rundfunkgebühren zusteht, sind sie überwiegend auf Werbeeinnahmen und/oder den Einnahmen aus Kundenabonnements angewiesen. Die Werbezeiten sind hier zwar auch nicht unbegrenzt, doch wesentlich liberaler als beim öffentlichen Rundfunk.

## Geschichte
Das Privatfernsehen stammt in der heute bekannten Form als Commercial TV aus den USA. Die Zulassungsbehörde FCC erteilte hier der NBC und CBS in New York am 1. Juli 1941 die ersten Sendelizenzen für kommerzielles Fernsehen. Bereits am Nachmittag des 1. Juli 1941 sendete die zur NBC gehörige Station WNBT (jetzt: WNBC) eine erste Uhrenwerbung. Ein Television Act ermöglichte nach Inkrafttreten am 30. Juli 1954 die Zulassung des Commercial Television in Großbritannien, dessen Rundfunk- und Fernsehprogramm bis dahin durch die öffentlich-rechtliche BBC dominiert wurde. Der erste Werbespot erschien 1955 für eine Zahnpasta, erster privater Kanal war dort die ITV-Gesellschaft Associated-Rediffusion, die seit dem 22. September 1955 ihr Werktags-Programm sendet.

## Deutschland
Bereits seit dem 1. April 1955 gab es mit Telesaar einen ersten privaten Fernsehsender in Deutschland. Das war möglich, weil das Saarland bis zum 1. Januar 1956 staatsrechtlich nicht Teil der Bundesrepublik Deutschland war und deshalb nicht der deutschen Rundfunkhoheit unterlag.
Mit dem 3. Rundfunk-Urteil vom 16. Juni 1981 (dem so genannten FRAG-Urteil) bereitete das Bundesverfassungsgericht den Weg für privaten Rundfunk. Basis sind die Landesmediengesetze, die innerhalb des dualen Rundfunksystems bis heute ihre Anwendung finden. Nach der Wahl von Helmut Kohl zum Bundeskanzler (1. Oktober 1982, „geistig-moralische Wende“) wurde der technische Ausbau der Breitbandverkabelung unter dem damaligen Postminister Christian Schwarz-Schilling vorangetrieben.
Am 1. Januar 1984 um 9:58 Uhr startete in Ludwigshafen am Rhein mit dem Kabelpilotprojekt Ludwigshafen das duale Rundfunksystem in Deutschland. Aus einem Kellerstudio begrüßte Jürgen Doetz gemeinsam mit der Moderatorin Irene Joest die Zuschauer: „Meine sehr verehrten Damen und Herren, in diesem Moment sind Sie Zeuge des Starts des ersten privaten Fernsehveranstalters in der Bundesrepublik Deutschland“. Die Programmgesellschaft für Kabel- und Satellitenrundfunk (PKS) wurde gegründet, aus der 1985 Sat.1 wurde (damals mit Sitz in Mainz).
RTL plus begann am 2. Januar 1984 seinen Sendebetrieb aus Luxemburg. Seit dem 1. Januar 1988 befindet sich der Sitz in Köln.
1988 erklärte Edmund Stoiber schriftlich gegenüber Franz Josef Strauß: „Unsere Politik bezüglich RTL-plus war immer darauf ausgerichtet, eine Anbindung von RTL an das konservative Lager zu sichern beziehungsweise ein Abgleiten nach links zu verhindern“. Dem anfänglichen Sendeangebot vieler Privatsender wurde oft der Vorwurf extrem geringen Anspruchs gemacht (Beispiel: RTL mit Tutti Frutti). Allerdings ging es zunächst auch nur darum, die Bekanntheit der neuen Sender mit nahezu allen Mitteln zu erhöhen; inhaltliche Erwägungen traten in dieser Frühphase hinter dem Kampf um Marktanteile und Einschaltquoten zurück.
Heute sollen verschiedene Zielgruppen angesprochen werden; in den de jure Vollprogrammen vor allem die werberelevante Zielgruppe. Zudem haben sich Spartenprogramme herausgebildet, z. B. Nachrichten-, Sport- oder Musiksender. Auch auf regionaler Ebene haben sich einige Privatsender etabliert, z. B. rheinmaintv für das Rhein-Main-Gebiet. 

## Sendergruppen in Deutschland
Im Zuge der größer werdenden Reichweite, insbesondere durch das damals neue Digitalfernsehen, entstanden Ende der 1990er Jahre Tochtersender (z. B. gründete ProSieben 2000 den Nachrichtensender N24), Programmbouquets (wie 1996 DF1) und konzentrierte sich zunehmend in Unternehmensgruppen. 
Die größten privaten Sendergruppen in Deutschland sind:
- RTL Deutschland (Hauptsender RTL, digitale Plattform RTL+, Zuschaueranteil 2024: 21,5 %)
- ProSiebenSat.1 Media (Hauptsender Sat.1, digitale Plattform Joyn, Zuschaueranteil 2024: 14,2 %)

Weitere bedeutende Sendergruppen in Deutschland sind
- Warner Bros. Discovery (Hauptsender Tele 5, DMAX, Zuschaueranteil 2024: 3,8 %)
- WeltN24 (Zuschaueranteil 2024: 1,3 %)
- Sky Deutschland (Pay-TV, Zuschaueranteil 2024: 1,4 %)

Private Fernsehsender hatten in Deutschland 2024 einen Zuschaueranteil von 47,6 %.

## Österreich
In Österreich hatte jahrzehntelang der ORF eine Monopolstellung.
Mitte der 1990er Jahre kamen in Österreich die ersten privaten, lokalen Fernsehkanäle in den weit verbreiteten TV-Kabelnetzen auf. Es gab jedoch für diese Sender weder eine eindeutige gesetzliche Grundlage, noch existierte ein Privatfernsehgesetz für die terrestrische Ausstrahlung von TV-Kanälen.
So starteten u. a. 1997 bzw. 1998 in Wien die Sender „True Image Vision“ (TIV) und Wien 1 (W1), die nur über das Kabelnetz zu sehen waren.
Im Jänner 2000 wurde dieser zu einem österreichweiten Programm namens ATV ausgebaut, das jedoch wegen der damaligen Rechtslage weiterhin nur über Kabel zu empfangen war.
Am 1. August 2001 trat das Privatfernsehgesetz in Kraft, das ein bundesweites und drei regionale Fernsehprogramme (in Wien, Linz und Salzburg) zuließ.
Für die einzige ausgeschriebene österreichweite Senderkette bewarb sich neben einigen anderen Senderprojekten auch ATV, welches schließlich den Zuschlag erhielt.
Am 1. Juni 2003 startete ATVplus als erster terrestrischer Privatsender Österreichs. Bis dahin war Österreich der letzte Staat in Europa in dem kein frei über Antenne empfangbares Privatfernsehen existierte. Über Kabel ist bereits zuvor, nämlich im Oktober 2002, der österreichische Musikfernsehsender Gotv gestartet.
Am 21. Juni 2004 folgte schließlich Puls-TV im Großraum Wien als zweiter terrestrisch empfangbarer Sender. Der Sender wurde später an ProSiebenSat.1 verkauft und von diesen zum neuen Sender Puls 4 umgebaut, der im Februar 2008 als zweites österreichweit empfangbares, privates Vollprogramm auf Sendung ging.
Im Dezember 2007 ging Austria 9 TV als vierte private Anstalt ebenfalls österreichweit auf Sendung.
Seit 1. Oktober 2009 existiert mit Servus TV ein fünfter österreichweit empfangbarer Privatsender.
Am 1. Dezember 2011 startet schließlich ein zweiter Kanal von ATV. Der sechste österreichweit empfangbare Privatsender heißt ATV2.
Die Sender stehen alle reichweitentechnisch weit hinter dem ORF zurück. Allerdings haben 2009 zwei Sender Rekorde erreicht: Puls4 erzielte mit einem Europa-League-Spiel einen Rekordmarktanteil von 25,1 %; und ATV lag am 5. November in der Prime Time mit 443.000 Zuschauern vor beiden ORF-Programmen, die 300.000 bzw. 413.000 Zuschauer hatten.

## Schweiz
In der Schweiz gibt es eine schwächere Unterscheidung zwischen öffentlich-rechtlichem und privatem Fernsehen, da die 1953 gegründete Fernsehanstalt Schweizer Fernsehen von der privatrechtlichen Schweizerischen Radio- und Fernsehgesellschaft (SRG) betrieben wird, wenn auch im Rahmen des Service public unter einer Spezialkonzession des Bundesrates.
Abgesehen davon entstanden die ersten Privatsender in den 1980ern. Der erste ging 1980 in Wil auf Sendung (1998/9 in Tele Ostschweiz aufgegangen), wobei später Lokalsender in Solothurn und Zug folgten. 1988 startete der transnationale Wirtschaftssender European Business Channel, der allerdings bereits 1990 auf Grund mangelnden Interesses wieder eingestellt wurde. Im Jahre 1992 gründete Roger Schawinski TeleZüri und gliederte im Oktober 1998 Tele24 als eigenen Sender aus. Das Medienhaus Tamedia übernahm beide Sender und schloss 2001 Tele24, sowie den eigenen 1999 gegründeten Sender TV3. TeleZüri wurde damit zum stärksten Regionalsender. In anderen Regionen abseits von Zürich entstanden weitere Regionalsender wie TeleBärn (1995) in der Region Bern, Tele Tell (1994) in der Region Luzern, Tele Südostschweiz (1999) in der Region Chur, Tele Top (1999) in der Region Frauenfeld und TeleOstschweiz (1999) in der Region St. Gallen. Diese Regionalsender kooperieren seit 2000 in dem Werbeverbund TeleNewsCombi. Nach dem Ende von Tele24 und TV3 waren Star TV (1995) und VIVA Schweiz (1999, 2011 ersetzt durch Comedy Central Schweiz) die einzigen verbliebenen überregionalen Privatsender, jedoch damals mit einem Spartenprogramm mit geringem Marktanteil. 2006 kam überregional 3 Plus TV hinzu.
Weitere Nischen-Privatsender sind das Schaffhauser Fernsehen, das Aarolfinger Lokalfernsehen und Tele D (vormals Tele Diessenhofen) im Thurgau.

## Finanzierung und Marktanteile
Die meisten privaten Sender erzielen ihren Umsatz hauptsächlich aus Werbeeinnahmen oder Verkauf von Abonnements (Pay-TV). Ein kleiner Teil der Sender finanziert sich über Spenden (wie z. B. Bibel-TV), durch Teleshopping oder aus kostenpflichtigen Zuschaueranrufen zwecks Televoting oder durch Call-in-Gewinnspiele (z. B. 9Live). Da die Werbeeinnahmen durch gesetzliche Begrenzung der Werbeblöcke (commercial breaks) nicht beliebig steigerbar sind, müssen private Sender versuchen, über eine Erhöhung der Einschaltquoten und Zuschauerzahlen zu einer Steigerung der Einnahmen pro Werbeminute eines Werbespots zu gelangen. Denn derselbe Werbespot erzielt bei einem Sender mit hoher Einschaltquote höhere Einnahmen als bei einem Sender mit geringerer Quote. Das hat in allen Staaten mit Privatfernsehen zu einer Fokussierung auf die Einschaltquoten geführt, die beim öffentlich-rechtlichen Fernsehen als Monopolist zuvor keine Rolle gespielt hatten. Auf diese Weise wurden neue Programmformate eingeführt (Soap Operas, Infotainment, Reality-TV, Frühstücksfernsehen), die zur Steigerung der Einschaltquoten beitragen sollten.

## Privatfernsehen in Europa
- Niederlande: RTL 4, RTL 5, SBS 6, RTL 7 und unzählige andere Sender
- Belgien: VTM, RTL TVI, VT4 und unzählige andere Sender
- Frankreich: TF1, M6, Canal Plus
- Dänemark: TV 2
- Vereinigtes Königreich: ITV, Channel 4
- Polen: u. a. Polsat, TVN
- Spanien: Telecinco, Antena 3, La Sexta, Cuatro
- Italien: ca. 700 Privatsender, darunter Mediaset, Telemontecarlo
- Österreich: ATV, Puls 4, Servus TV (auch in Deutschland verfügbar), zahlreiche regionale und lokale Kabelprogramme sowie spezielle Österreichversionen deutscher Privatsender
- Schweiz: 3+, 4+, 5+, 6+, Star TV, Puls 8, TV24, TV25, S1, Swiss 1, Energy TV sowie spezielle Schweizversionen deutscher Privatsender
- Portugal: SIC, TVI, Sport TV
- Rumänien: Pro TV, Antena 1, Kanal D, România TV, Antena 3, Prima TV, Național TV, Antena Stars, Disney, B1 TV, Pro Cinema, Pro 2 und mehr
- Russland: STS, TNT, Ren-TV (gehört zu 30 % zur RTL Group)
- Türkei: Star TV, Kanal D, Show TV, atv